# Aires (Palmela)
Aires é uma localidade portuguesa pertencente ao Município de Palmela e inserido no Distrito de Setúbal, região de Lisboa e sub-região da Península de Setúbal.
Aires é uma localidade urbanizada que congrega na sua maioria população proveniente da zona rural da freguesia de Palmela, actualmente aumentada com população proveniente de Setúbal (maioritariamente) e de zonas próximas de Lisboa.
Actualmente, a malha urbana de Aires, é maior que a sua capital de freguesia, Palmela.

## Cultura
Nesta localidade era realizada, anualmente, a Festa do Artesanato de Aires, onde estavam patentes a diversidade patrimonial e artística do concelho. A última edição da festa realizou-se em 2010.
O clube representativo da localidade é o Grupo Deportivo e Recreativo Airense, fundado em Abril de 1956.